# Palazzo Modonesi
Palazzo Modonesi (conosciuto anche come Palazzo Materossi) fa parte di un complesso architettonico edificato nella seconda metà del 1700 all'interno dell'antico borgo di Piffione a nord del centro abitato. Il palazzo sorge a fianco dell'antica chiesa di San Michele e con essa si affaccia sulla strada provinciale 23 che collega Borgosatollo a Brescia.

## Storia
Il fabbricato, originariamente nato come edificio agricolo, col tempo si è arricchito di numerosi parti andando a formare un complesso edilizio di valore architettonico.
Il complesso è composto da diverse corti, la maggiore posta nella parte di levante alla quale si accede dalla strada principale che collega la frazione di Piffione con l'abitato di Borgosatollo. Vi sono numerosi portoni che danno accesso alle corti, mentre quello della parte retrostante era adibito al collegamento con i fondi agricoli.
Nella parte ad ovest vi era inoltre il brolo racchiuso da un muro di cinta e nel quale venivano coltivati gli ortaggi. L'accesso al brolo avveniva mediante un cancello posto sotto la torre colombaia.
Attualmente risulta essere l'unico complesso con vincolo di carattere monumentale all'interno del comune di Borgosatollo.

## Parti del complesso
- Torre colombaia di palazzo Modonesi[3]
- Colombaia
- Stalla
- Barchessa[4]
- Dipendenze
- Portico

## Galleria d'immagini

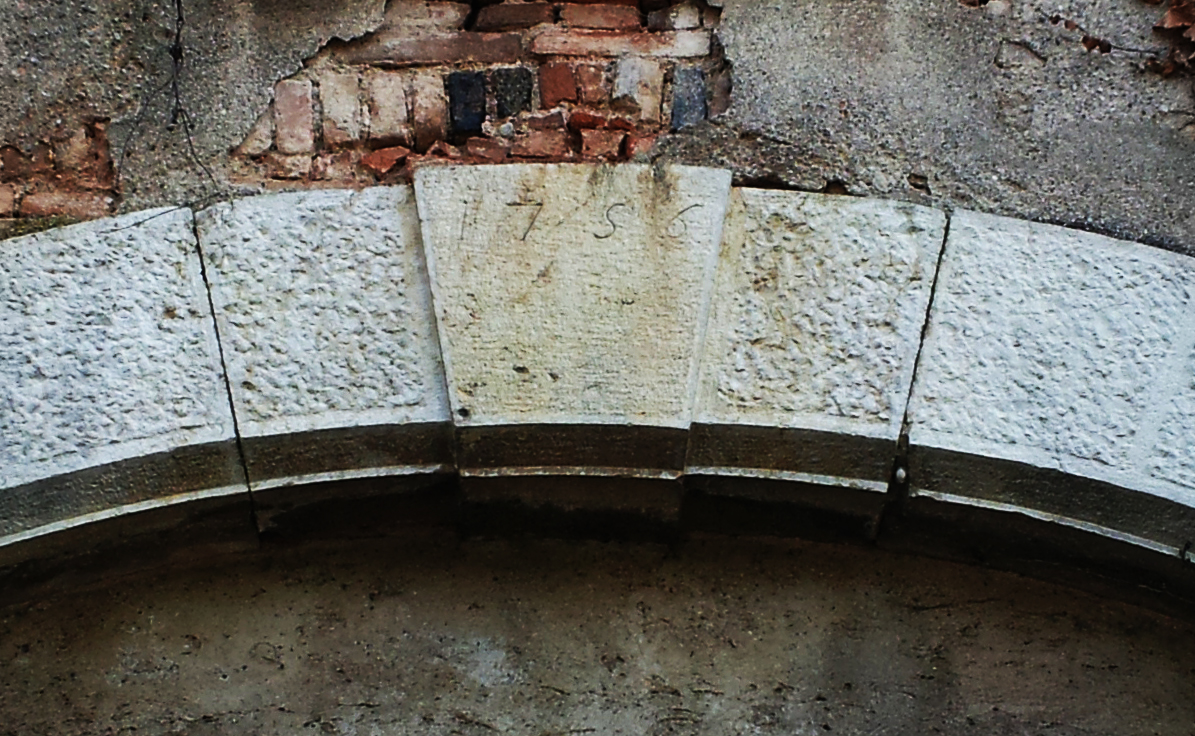
Portale d'ingresso riportante la data di costruzione
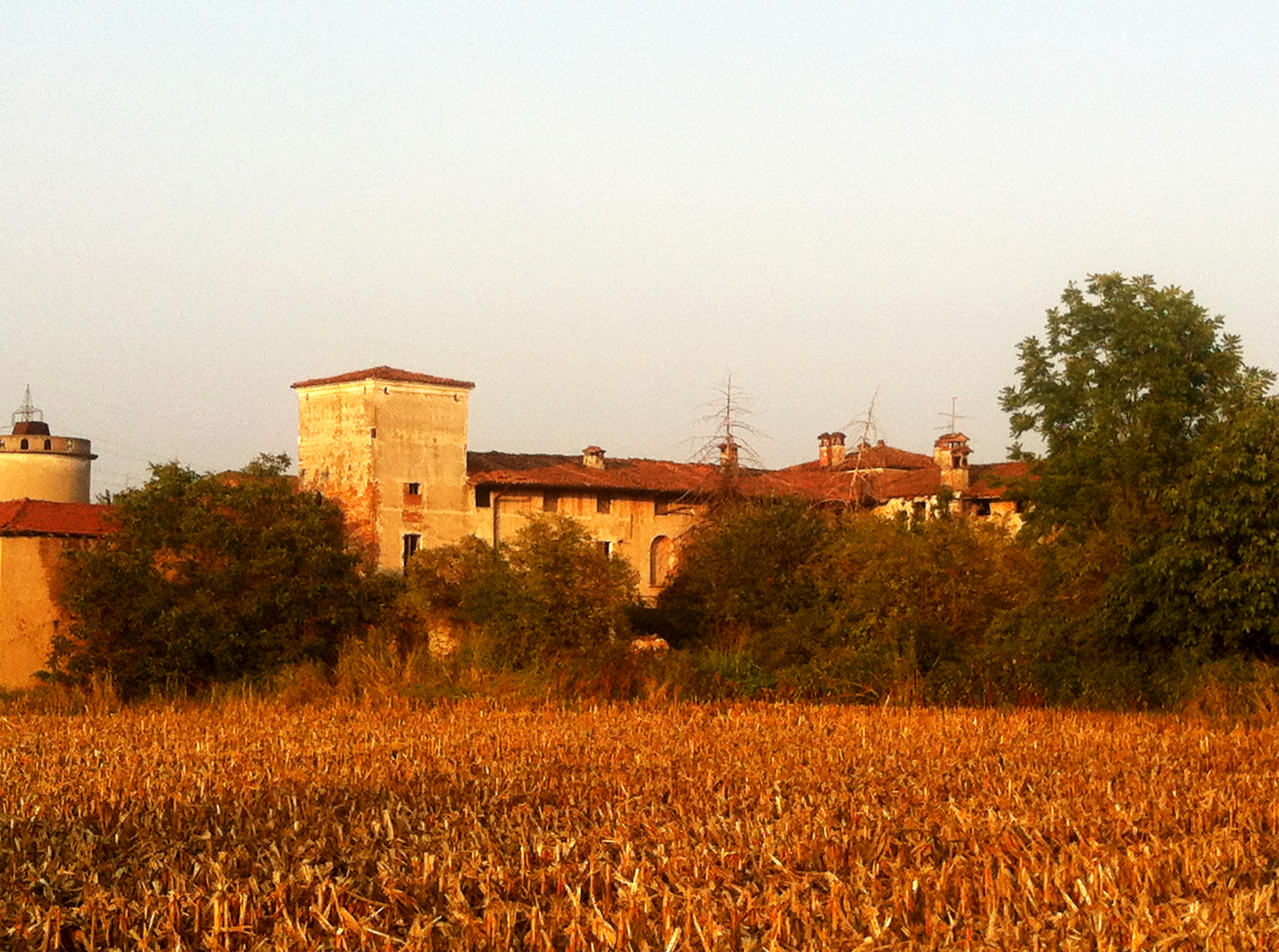
Vista ovest della cascina Modonesi